# Chiesa di San Bernardo di Chiaravalle (Onsernone)
La chiesa parrocchiale di San Bernardo è un edificio religioso che si trova a Mosogno, frazione di Onsernone in Canton Ticino. È la chiesa principale del paese, dove vengono svolte la maggior parte delle funzioni, ed situata nel nucleo del paese. 

## Storia
Eretta nel 1596 sulle fondamenta di un edificio preesistente, venne ampliata nel 1817. Il campanile risale al 1673. Durante gli scavi di ristrutturazione negli anni 1960 furono trovate alcune tombe, ora esposte all'entrata, di sacerdoti seppelliti fino a 1000 anni or sono. Il campanile è stato ristrutturato nel 2013.

## Descrizione
La chiesa ha una pianta ad unica navata ricoperta con una volta a botte lunettata.